# 久々野町立久々野小学校有道分校
久々野町立久々野小学校有道分校（くぐのちょうりつ くぐのしょうがっこう　うとうぶんこう）は、かつて岐阜県大野郡久々野町（現・高山市久々野町）に存在した公立小学校の分校。

## 概要
- 久々野小学校の分校であり、久々野町有道（現・高山市久々野町有道）が校区であった。
- 有道地区は中俣峠を挟んで口有道と奥有道の地区に分かれてあり、有道分校の校舎は、それぞれの地区に設置され（口有道校舎、奥有道校舎）、ひとつの分校に二つの校舎があるというのが特徴である。元々は校舎は口有道のみであったが、太平洋戦争時、奥有道に製炭のための集落（製炭集落）が営林署により作られ、その伐採夫の児童のために奥有道にも校舎が作られた。戦後、奥有道の製炭集落が解散したため住民が減少したため、2つの校舎を交互に使用することとなった。尚、校舎は2箇所だが学校の備品は共用であり、校舎がかわるたびに児童、先生、地域住民によって運ばれた。
- 有道地区は1967年に全住民が集団離村し、無人となった。2015年現在、住民登録しているのは1名である。

## 沿革
有道分校の前身の有道出張所の開設は1898年である。ここではそれ以前についても記述する。
- 1873年（明治6年） - 有道村の児童は、渚村の渚学校に通学する。
- 1875年（明治8年） - 宮村、阿多粕村、渚村、長淀村、木賊洞村、引下村、小坊村、有道村、無数河村、山梨村、久々野村、山之口村が合併し、位村となる。
- 1879年（明治12年）9月 - 有道地区は御母衣学校に委託される。
- 1883年（明治16年）10月 - 位村が分立し、宮村、久々野村[注釈 2]、山之口村、河内村[注釈 3]になる。
- 1898年（明治31年）3月 - 渚尋常小学校校区の引下、小坊、有道地区が、久々野尋常小学校の校区に正式に変更。有道地区に久々野尋常小学校有道出張所を設置。常光寺[注釈 4]を仮校舎とする。
- 1901年（明治34年） - 久々野尋常小学校有道分教場に改称する。
- 1915年（大正4年） - 口有道に新築移転。
- 1941年（昭和16年）4月1日 - 久々野国民学校有道分教場に改称する。
- 1942年（昭和17年） - 営林署が設置した製炭集落の伐採夫の児童のために、奥有道に校舎が完成する。有道分教場は口有道校舎と奥有道校舎の2つの校舎となる。
- 1947年（昭和22年）4月1日 - 久々野村立久々野小学校有道分校に改称する。児童減少のため、2～7月は口有道の校舎で、8～1月は奥有道の校舎で授業を行う。
- 1951年（昭和26年）4月1日 - 久々野村が町制施行し、久々野町となる。同時に久々野町立久々野小学校有道分校に改称する。
- 1952年（昭和27年）11月13日 - 口有道校舎を新築する。
- 1955年（昭和30年） - 奥有道校舎を新築する。
- 1957年（昭和32年） - 1学期は口有道校舎、2学期は奥有道校舎での授業となり、3学期は最寄の校舎での授業となる。
- 1958年（昭和33年） - 冬季は口有道校舎で1～6年が授業を受け、それ以外の時期は口有校舎が低学年、奥有道校舎で高学年の授業となる。
- 1963年（昭和38年） - 廃校。